# Midden-Frankisch voetbalkampioenschap 1918/19
In 1918/19 werd in Midden-Franken een voetbalcompetitie gespeeld. Voor de Eerste Wereldoorlog speelden de clubs uit Midden-Franken oftewel Noord-Beieren in de Ostkreisliga. Dit jaar werden er slechts enkele competities gespeeld in Zuid-Duitsland, en was er geen eindronde, de clubs uit Zuid-Beieren speelden geen competitievoetbal. Er werd een herfst- en lentekampioenschap gespeeld. 1. FC Nürnberg werd herfstkampioen en SpVgg Fürth lentekampioen. 

## Eindstand herfst
| Plaats | Club                     | Wed. | W | G | V | Saldo | Ptn.  |
| ------ | ------------------------ | ---- | - | - | - | ----- | ----- |
| 1.     | 1. FC Nürnberg           | 14   |   |   |   | 76:7  | 28:0  |
| 2.     | SpVgg Fürth              | 14   |   |   |   | 85:13 | 24:4  |
| 3.     | FC Pfeil-Sandow          | 14   |   |   |   | 44:32 | 20:8  |
| 4.     | TV Fürth 1860            | 14   |   |   |   | 32:52 | 10:18 |
| 5.     | VfB Stuttgart            | 14   |   |   |   | 20:59 | 9:19  |
| 6.     | BC Nürnberg-Sandreuth    | 14   |   |   |   | 17:38 | 8:20  |
| 7.     | MTV Fürth                | 14   |   |   |   | 14:47 | 7:21  |
| 8.     | FC Sportfreunde Nürnberg | 14   |   |   |   | 12:52 | 6:22  |

|  | Kampioen |

## Eindstand lente
| Plaats | Club                | Wed. | W | G | V | Saldo | Ptn. |
| ------ | ------------------- | ---- | - | - | - | ----- | ---- |
| 1.     | SpVgg Fürth         | 6    |   |   |   | 38:6  | 10:2 |
| 2.     | FC Pfeil-Sandow     | 6    |   |   |   | 13:9  | 8:4  |
| 3.     | VfB Stuttgart       | 6    |   |   |   | 13:14 | 5:7  |
| 4.     | FC Franken Nürnberg | 6    |   |   |   | 5:40  | 1:11 |

|  | Kampioen |